# Александър Прокопиев
Александър Прокопиев (на македонска литературна норма: Александар Прокопиев) е писател, прозаик и есеист от Северна Македония.

## Биография
Роден е в 1953 година в Скопие, тогава в Югославия. Завършва сравнително литературознание и теория на литературата във Филологическия факултет „Блаже Конески“ на Скопския университет. Работи в Института за македонска литература при Филологическия факултет в Скопие.
Участва в създаването на няколко авангардни, но краткотрайни списания – „ММ“, „Еднорог“, „Тренд“, „Универзум“, „Знак“. Член е на редакцията на списание „Спектър“, редактор на секцията Проза на списание „Блесок“. Редактира „СУМ“ и органа на дружеството на Независимите писатели на Македония „Наше писмо“. Свири в рокгрупите „Идоли“, „Уста на уста“. Работи с алтернативен театър „Ситуакция“.
Член е на дружеството Независими писатели на Македония и на Македонския ПЕН център.